# Jules-Théophile Docteur
Pour les articles homonymes, voir Docteur.
Jules-Théophile Docteur (Buenos-Aires, 15 avril 1868 - Paris, 21 juillet 1966) est un officier de marine français.

## Biographie
Fils d'un consul de France en Argentine, il entre à l'École navale en octobre 1885 et en sort aspirant de 1re classe en octobre 1888. Il sert alors sur le cuirassé Turenne en Extrême-Orient puis, sur les cuirassés Vauban et Duguesclin à la division du Levant (1890-1891).
Enseigne de vaisseau (août 1891), il embarque en 1892 sur le croiseur-torpilleur Faucon en Méditerranée et y obtient une réputation d'excellent officier. En 1895, second du torpilleur Flibustier, il se distingue pendant un accident de chaudière du bâtiment (juillet 1896). En octobre, son travail sur les torpilleurs d'escadre est félicité par le ministre.
Il passe ensuite sur le cuirassé Neptune en Méditerranée et est promu lieutenant de vaisseau en octobre 1897 et officier de manœuvre sur le croiseur La Clochetterie à Terre-Neuve où il effectue de nombreux levés hydrographiques.
En 1899, second de l'aviso-transport Eure dans le Pacifique, il devient commandant par intérim du navire (août-octobre 1899). Il passe en 1901 sur le vaisseau-école Algésiras à Toulon et en sort breveté torpilleur.
Chef de quart du Pothuau (1903), il fait en 1904 l’école supérieure de marine puis sert l'année suivante sur le cuirassé Hoche en Méditerranée. L'amiral Paul-Louis Germinet lui obtient le commandement de la 3e flottille de torpilleurs de Bizerte en 1906. Il obtient alors un témoignage officiel de satisfaction.
Second du croiseur Friant (1908), il participe aux opérations du Maroc puis commande le contre-torpilleur Fleuret en escadre du Nord et s'y montre excellent manœuvrier. En 1910, il devient officier torpilleur du cuirassé Saint-Louis et est nommé capitaine de frégate en janvier 1912 ainsi que chef du service sécurité. Passé comme second sur le cuirassé Voltaire, sous-chef d'état-major de l'armée navale sur le Courbet (juillet 1914), il commande en février 1915 le croiseur Jurien de la Gravière et est promu capitaine de vaisseau en novembre 1916.
Chef d'état-major adjoint de la 1re armée navale sur le Jules Ferry, il commande de 1917 à 1919 le cuirassé Démocratie dans le sud de la Méditerranée et obtient en 1919, un nouveau témoignage de satisfaction pour son rôle, en mai, de délégué du haut-commissaire de France à Smyrne.
En 1920, il commande l'Arras et l’École de perfectionnement des enseignes de vaisseau à Brest et est nommé contre-amiral en juillet 1922 en affectation à l'état-major du Préfet maritime de Toulon.
Aux commandes de la division navale de la Manche et de la mer du Nord en septembre 1923, il est nommé en octobre 1925, directeur du personnel militaire de la flotte et est promu vice-amiral en novembre 1926.
Commandant en chef de la 1re escadre avec pavillon sur la Provence (septembre 1927), il devient inspecteur général des forces maritimes de la Méditerranée en octobre 1929 et prend sa retraite en avril 1930.
Docteur devient alors président-directeur général du journal Le Matin, poste qu'il gardera jusqu'en 1938. Président ou administrateurs de nombreuses sociétés, membre du Conseil national (1941), il est aussi l'auteur de deux ouvrages où il prend la défense des amiraux condamnés après la Libération :
- La Vérité sur les amiraux
- La Grande énigme de la guerre, Darlan, amiral de la flotte

On lui doit aussi des souvenirs qui ont été publiés en 1932 : Carnets de bord (1914-1918).

## Récompenses et distinctions
- Chevalier (30 décembre 1901), Officier (10 juillet 1917), Commandeur (24 décembre 1923), Grand officier (14 janvier 1928) puis Grand Croix de la Légion d'honneur (13 avril 1938)